# Hatiora rosea
Hatiora rosea är en kaktusväxtart som först beskrevs av Gustaf Lagerheim, och fick sitt nu gällande namn av Barthlott. Hatiora rosea ingår i släktet Hatiora och familjen kaktusväxter. Inga underarter finns listade i Catalogue of Life.

## Bildgalleri

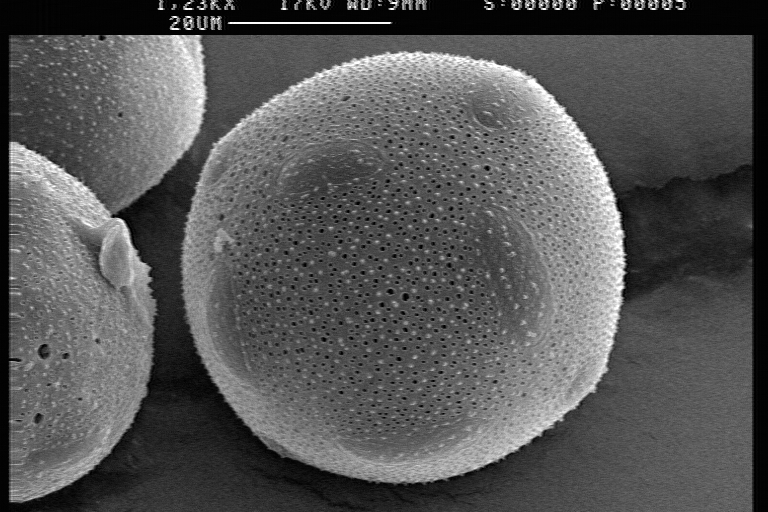
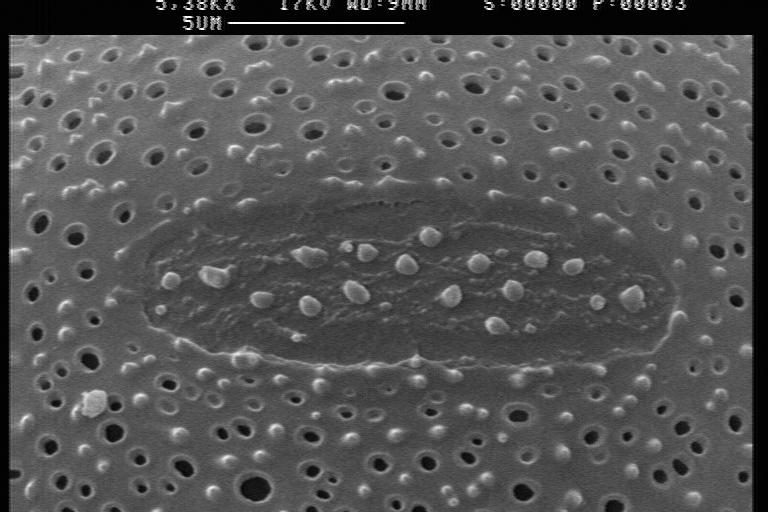
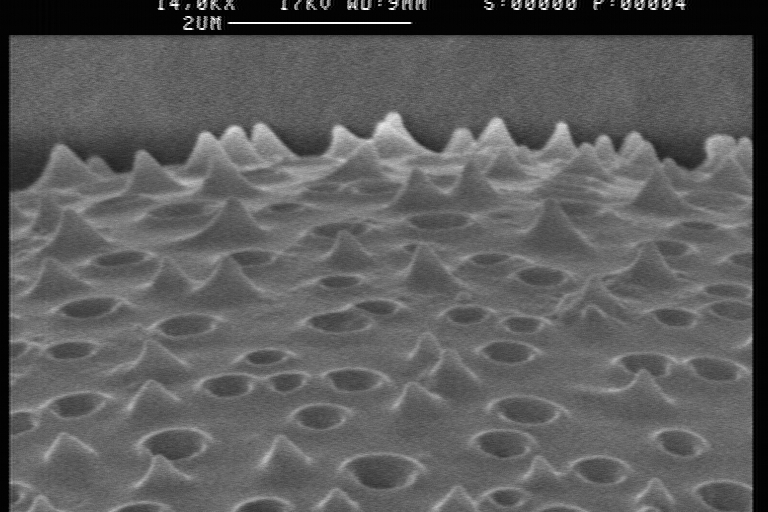